# Gornja Krćina (Ugljevik)
Pour les articles homonymes, voir Gornja Krćina.
Gornja Krćina (en serbe cyrillique : Горња Крћина), ou plus simplement Krćina, est un village de Bosnie-Herzégovine. Il est situé dans la municipalité d'Ugljevik et dans la république serbe de Bosnie. Selon les premiers résultats du recensement bosnien de 2013, il compte 192 habitants.
Avant la guerre de Bosnie-Herzégovine, il faisait entièrement partie de la municipalité d'Ugljevik ; après la guerre, son territoire a été partiellement rattaché à la municipalité de Teočak nouvellement créée et intégrée à la fédération de Bosnie-et-Herzégovine.

## Démographie

### Répartition de la population par nationalités (1991)
En 1991, le village comptait 322 habitants, répartis de la manière suivante :

## Curiosités
Krćina conserve un vieux moulin sur les bords de la rivière Domana, ainsi que des monuments aux soldats de la Seconde Guerre mondiale. À proximité du village se trouvent les grottes de Novakova et de Šuplja stijena, ainsi que le monastère orthodoxe serbe de Tavna, fondé par le roi Stefan Dragutin.

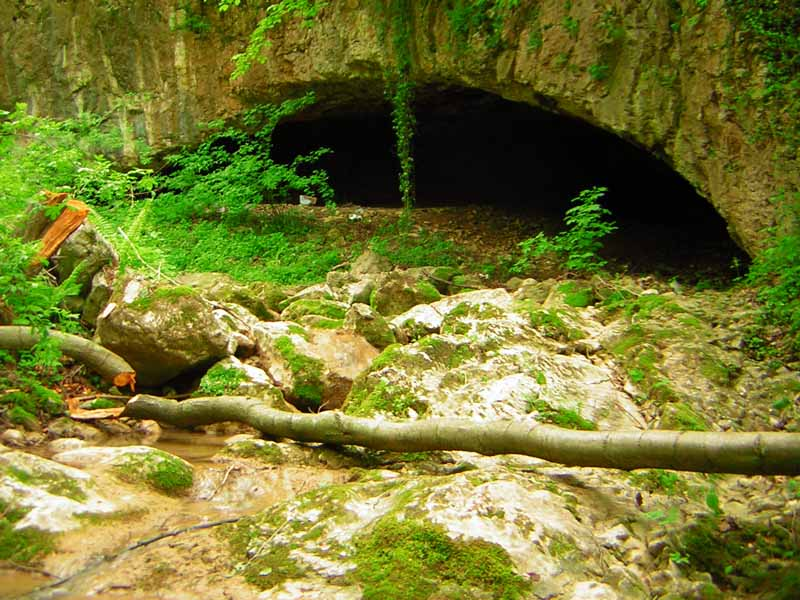
La grotte de Šuplja stijena
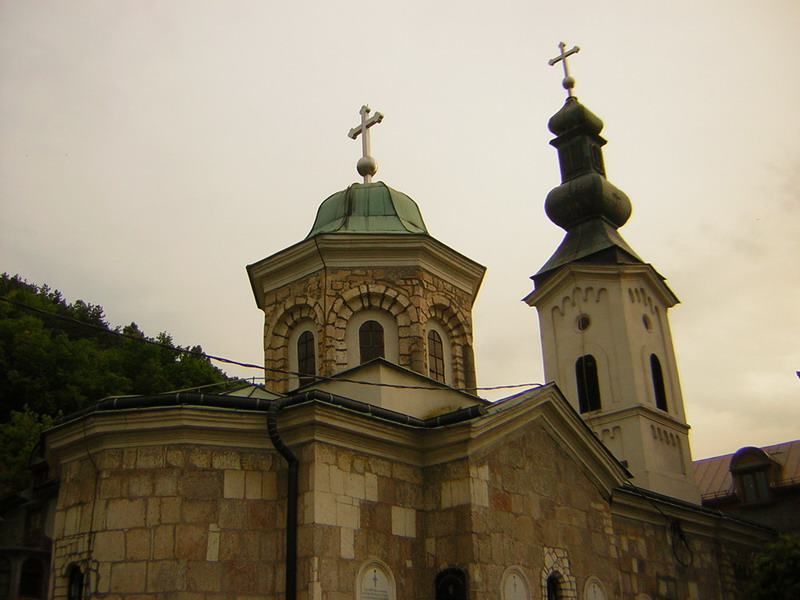
Le monastère de Tavna

## Personnalité
- Mitar Mirić, chanteur de turbo folk.